# Levent

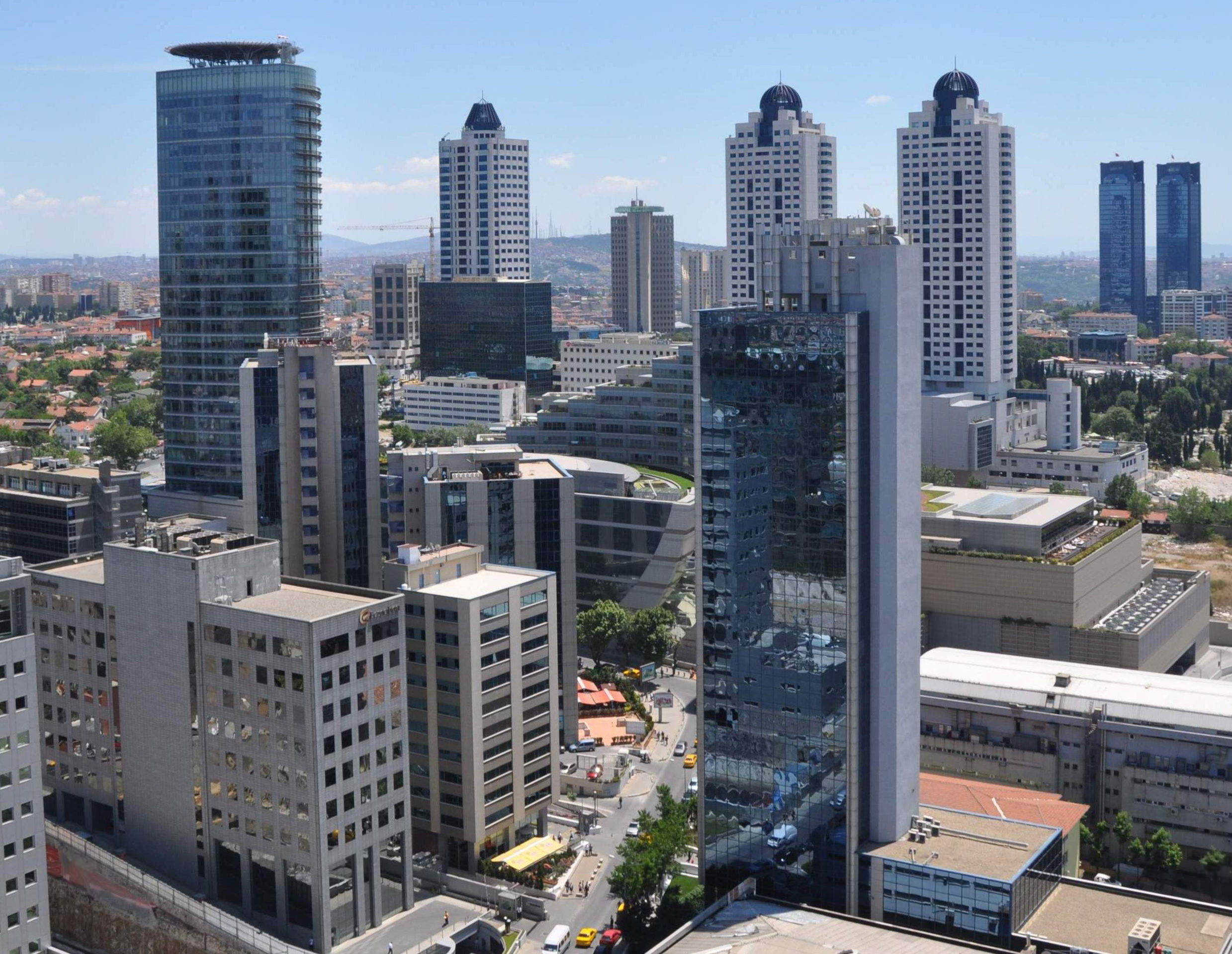
Levent látképe

Levent Isztambul városának egyik mahalléja, egyben üzleti központja, a város európai oldalán fekszik. Közigazgatásilag Beşiktaş kerülethez tartozik.
Levent és a közeli Maslak városrész Isztambul felhőkarcolóinak ad helyet, egymással versengve az újabb projektekért. A felhőkarcolók érdekes módon mégsem zavarják az ősrégi város történelmi negyedeinek harmóniáját, mivel a Boszporusz magas dombjai elrejtik őket a turisták szeme elől.
Leventben találhatjuk Törökország legmagasabb felhőkarcolóját, az 52 emeletes İş Bankası Tower 1-et, mely 181 méter magas (195 méter, ha a zászlórudat is számoljuk a tetején). A legmagasabb épülő felhőkarcoló a 238 méteres (261 az antennát is számítva), 54 emeletes Sapphire. Most tervezik a Dubai Towers Istanbul elnevezésű ikertornyokat, melyek 94 illetve 74 emeletesek lesznek, és egy hétemeletes bevásárlóközpont tetejére épülnek majd. A beruházást a Sama Dubai (dubaji állami tulajdonban lévő holding) végzi.
A Levent név egyébként népszerű férfinév Törökországban, mely a Levend (tengerész) szóból ered, és az Oszmán Birodalom Haditengerészetében szolgálókat jelölte. Maga a szó olasz eredetű, a Levantino szóból származik, melynek jelentése „a Földközi-tenger keleti részéről származó”. A velenceiek így nevezték az oszmán hajósokat, s maguk az oszmán törökök is befogadták az elnevezést.
Levent egyik toronyházában található a Magyar Köztársaság isztambuli főkonzulátusa.

## Külső hivatkozások
- Emporis: Levent felhőkarcolói Archiválva 2007. március 14-i dátummal a Wayback Machine-ben